# Octávio Guinle
Octávio Guinle (Rio de Janeiro, 2 de agosto de 1886 — 14 de maio de 1968) foi um empresário brasileiro, mais conhecido por ser o fundador do hotel Copacabana Palace.
Filho do bilionário gaúcho Eduardo Pallasin Guinle e de Guilhermina Coutinho da Silva, Octávio casou-se com Maria Isabel Lafayette Rodrigues Pereira Guinle, mais conhecida como D. Mariazinha Guinle; e deixou três filhos: Octávio Júnior, José Eduardo e Luiz Eduardo (este pai da atriz Guilhermina Guinle). D. Mariazinha Guinle era neta do conselheiro Lafayette Rodrigues Pereira, bisneta do barão de Pouso Alegre e sobrinha-bisneta do barão de Lamim.